# WHA Amateur Draft 1976
Der WHA Amateur Draft 1976 war die vierte jährliche Talentziehung der professionellen Eishockeyliga World Hockey Association und fand im Frühsommer 1976 statt. Im Rahmen des Drafts wurden in zehn Runden insgesamt 116 Spieler durch die elf Franchises der Liga ausgewählt.
Mit dem ersten Wahlrecht zogen die Edmonton Oilers den rechten Flügelstürmer Blair Chapman von den Saskatoon Blades aus der Western Canada Hockey League. Den Toronto Toros, New England Whalers und Houston Aeros wurde ihr Erstrunden-Wahlrecht jeweils entzogen, da sie im Vorjahr Spieler unterhalb des Mindestalters verpflichtet hatten.

## Draftergebnis
| Pick      | Spieler                 | Land               | WHA-Team            | College-/ Junioren-/ Profi-Team       |
| 1. Runde  | 1. Runde                | 1. Runde           | 1. Runde            | 1. Runde                              |
| --------- | ----------------------- | ------------------ | ------------------- | ------------------------------------- |
| 1.        | Blair Chapman (RW)      | Kanada             | Edmonton Oilers     | Saskatoon Blades (WCHL)               |
| 2.        | Peter Marsh (LW)        | Kanada             | Cincinnati Stingers | Castors de Sherbrooke (QMJHL)         |
| 3.        | Glen Sharpley (C)       | Kanada             | Cleveland Crusaders | Festivals de Hull (QMJHL)             |
| 6.        | Bernie Federko (F)      | Kanada             | Edmonton Oilers     | Saskatoon Blades (WCHL)               |
| 7.        | Randy Carlyle (D)       | Kanada             | Cincinnati Stingers | Sudbury Wolves (OMJHL)                |
| 9.        | Thomas Gradin (F)       | Schweden           | Winnipeg Jets       | MoDo AIK (Elitserien)                 |
| 2. Runde  |                         |                    |                     |                                       |
| 10.       | Rick Green (D)          | Kanada             | Nordiques de Québec | London Knights (OMJHL)                |
| 11.       | Kent Nilsson (F)        | Schweden           | Toronto Toros       | Djurgårdens IF (Elitserien)           |
| 13.       | Mike Fidler (LW)        | Vereinigte Staaten | New England Whalers | Boston University (ECAC)              |
| 14.       | Rod Schutt (LW)         | Kanada             | Cleveland Crusaders | Sudbury Wolves (OMJHL)                |
| 16.       | Greg Carroll (C)        | Kanada             | Cincinnati Stingers | Medicine Hat Tigers (WCHL)            |
| 18.       | David Shand (D)         | Kanada             | Calgary Cowboys     | Peterborough Petes (OMJHL)            |
| 19.       | Bob Manno (D)           | Vereinigte Staaten | Nordiques de Québec | St. Catharines Black Hawks (OMJHL)    |
| 20.       | Tom Rowe (RW)           | Vereinigte Staaten | Winnipeg Jets       | London Knights (OMJHL)                |
| 21.       | Peter John Lee (LW)     | Kanada             | Toronto Toros       | Ottawa 67’s (OMJHL)                   |
| 22.       | Morris Lukowich (LW)    | Kanada             | Houston Aeros       | Medicine Hat Tigers (WCHL)            |
| 3. Runde  |                         |                    |                     |                                       |
| 24.       | Paul Gardner (C)        | Kanada             | Toronto Toros       | Oshawa Generals (OMJHL)               |
| 25.       | Mark Suzor (D)          | Kanada             | San Diego Mariners  | Kingston Canadians (OMJHL)            |
| 28.       | Harold Phillipoff (LW)  | Kanada             | Edmonton Oilers     | New Westminster Bruins (WCHL)         |
| 33.       | Steve Clippingdale (LW) | Kanada             | Winnipeg Jets       | New Westminster Bruins (WCHL)         |
| 36.       | Brian Sutter (F)        | Kanada             | Edmonton Oilers     | Lethbridge Broncos (WCHL)             |
| 4. Runde  |                         |                    |                     |                                       |
| 37.       | Barry Melrose (D)       | Kanada             | Cincinnati Stingers | Kamloops Chiefs (WCHL)                |
| 38.       | Mike Kaszycki (F)       | Kanada             | New England Whalers | Sault Ste. Marie Greyhounds (OMJHL)   |
| 42.       | Kari Makkonen (F)       | Finnland           | Phoenix Roadrunners | Porin Ässät (SM-liiga)                |
| 44.       | Maurice Barrette (G)    | Kanada             | Nordiques de Québec | Remparts de Québec (QMJHL)            |
| 45.       | Göran Lindblom (D)      | Schweden           | Winnipeg Jets       | Skellefteå AIK (Elitserien)           |
| 5. Runde  |                         |                    |                     |                                       |
| 49.       | Bill Baker (D)          | Vereinigte Staaten | New England Whalers | University of Minnesota (NCAA)        |
| 50.       | Mike Liut (G)           | Kanada             | New England Whalers | Bowling Green State University (NCAA) |
| 59.       | Dan Djakalovic (F)      | Kanada             | Toronto Toros       | Kitchener Rangers (OMJHL)             |
| 6. Runde  |                         |                    |                     |                                       |
| 72.       | Gordon Blumenschein (C) | Kanada             | Edmonton Oilers     | Winnipeg Monarchs (WCHL)              |
| 7. Runde  |                         |                    |                     |                                       |
| 76.       | Greg Malone (C)         | Kanada             | Indianapolis Racers | Oshawa Generals (OMJHL)               |
| 79.       | Phil Verchota (LW)      | Vereinigte Staaten | Calgary Cowboys     | University of Minnesota (NCAA)        |
| 83.       | Mike Kitchen (D)        | Kanada             | Toronto Toros       | Toronto Marlboros (OMJHL)             |
| 8. Runde  |                         |                    |                     |                                       |
| 86.       | Ken Morrow (D)          | Vereinigte Staaten | New England Whalers | Bowling Green State University (NCAA) |
| 87.       | Ron Zanussi (RW)        | Kanada             | Cleveland Crusaders | London Knights (OMJHL)                |
| 91.       | Don Jackson (D)         | Vereinigte Staaten | Calgary Cowboys     | University of Notre Dame (NCAA)       |
| 9. Runde  |                         |                    |                     |                                       |
| 102.      | Rob Palmer (D)          | Kanada             | Calgary Cowboys     | University of Michigan (NCAA)         |
| 103.      | Anders Håkansson (F)    | Schweden           | Winnipeg Jets       | AIK Solna (Elitserien)                |
| 106.      | Jim Bedard (G)          | Kanada             | Edmonton Oilers     | Sudbury Wolves (OMJHL)                |
| 10. Runde |                         |                    |                     |                                       |
| 115.      | Jörgen Pettersson (LW)  | Schweden           | Winnipeg Jets       | Västra Frölunda IF (Elitserien)       |